# Чентезимо

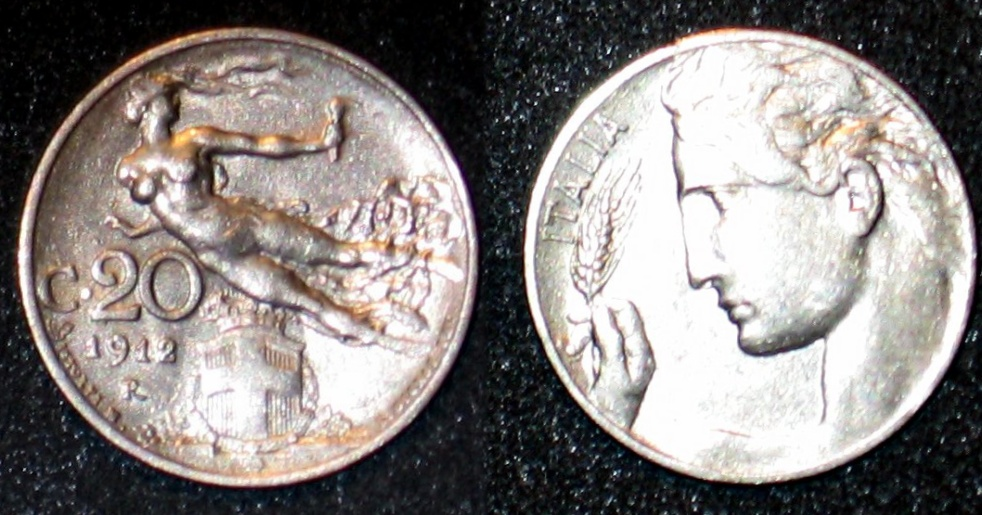
20 чентезимо італійської ліри, 1912

Ченте́зимо (італ. centesimo) — італійська розмінна монета, яка дорівнювала 1/100 італійської ліри. 

## Чентезімо
Італійці часто використовують слово «чентезимо» як назву євроцента.
Давні:
Приблизно у середині XX століття назва вийшла із вжитку в зв'язку з великою інфляцією, розмінні монети почали карбувати в лірах.
- Сардинська ліра (1816—1861)
- Італійська ліра (1861—2002)
- Папська ліра (1866—1870)
- Ватиканська ліра (1922—1946)
- Санмаринська ліра (1864—1906 / 1931—1938)
- Австрійська ліра (1822—1860)
- Пармська ліра
- Італо-сомалійська ліра
- Наполеонівська італійська ліра
- Венеційська ліра